# Denmei Suzuki
Denmei Suzuki (鈴木 傳明, Suzuki Denmei, 1er mars 1900-13 mai 1985) est un acteur japonais surtout célèbre pour ses rôles dans les gendaigeki de l'époque du cinéma muet.

## Biographie

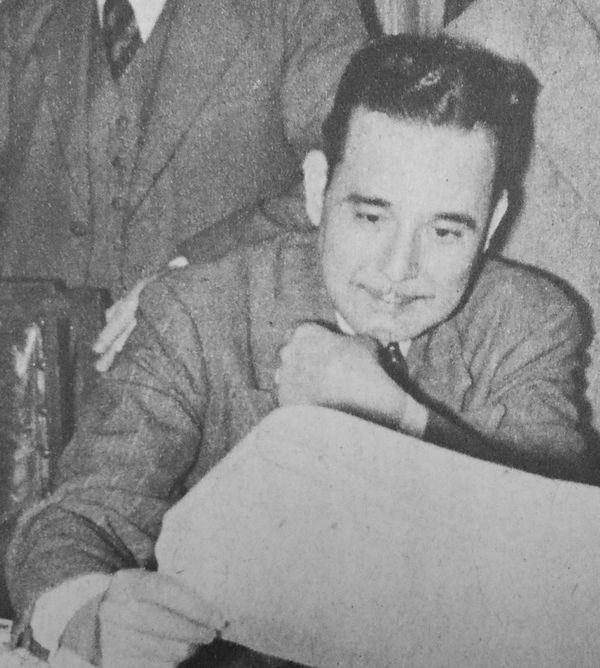
Denmei Suzuki en 1949.

Né à Tokyo, Suzuki est champion de natation à l'université Meiji lorsqu'il apparaît dans Âmes sur la route en 1921 sous le nom Zeya Tōgō (東郷 是也, Tōgō Zeya, jeu de mots sur l'anglais to go there « y aller ») ,. Après avoir obtenu son diplôme en 1924, il rejoint le studio Nikkatsu et commence à jouer sous son vrai nom. Il rejoint le studio Shōchiku de Kamata l'année suivante et devient une grande vedette dans des films pour jeunes, souvent réalisés par Kiyohiko Ushihara aux côtés de l'actrice Kinuyo Tanaka. Il travaille également avec des réalisateurs tels que Kenji Mizoguchi, Minoru Murata, Masahiro Makino et Yasujirō Shimazu.
Il a également réalisé des films et s'est même présenté à des élections politiques, mais sans succès.
Denmei Suzuki tourne dans 82 films de 1921 à 1946 et réalise quatre films de 1926 à 1946.

## Filmographie partielle

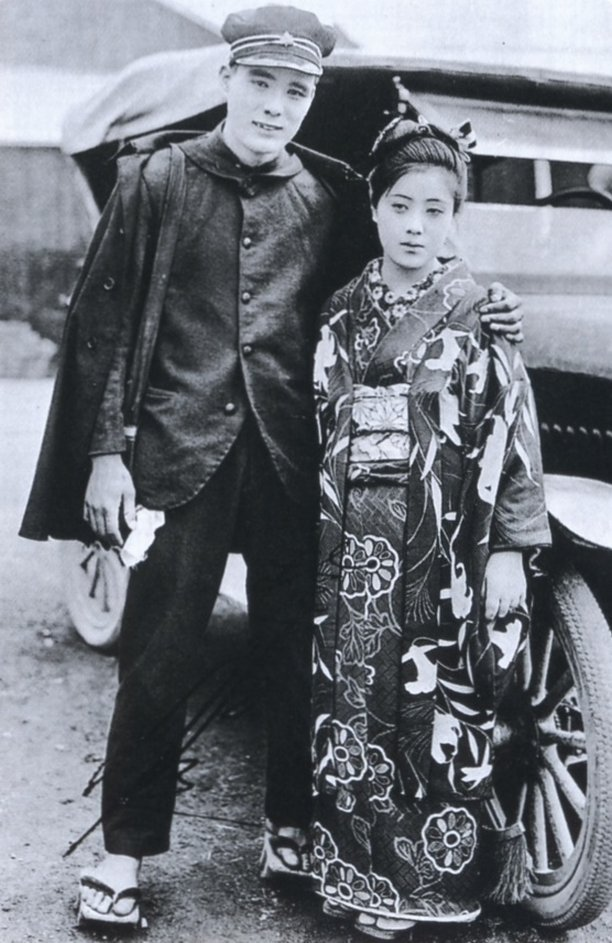
Denmei Suzuki et Kumeko Urabe dans Konjiki yasha (1924).

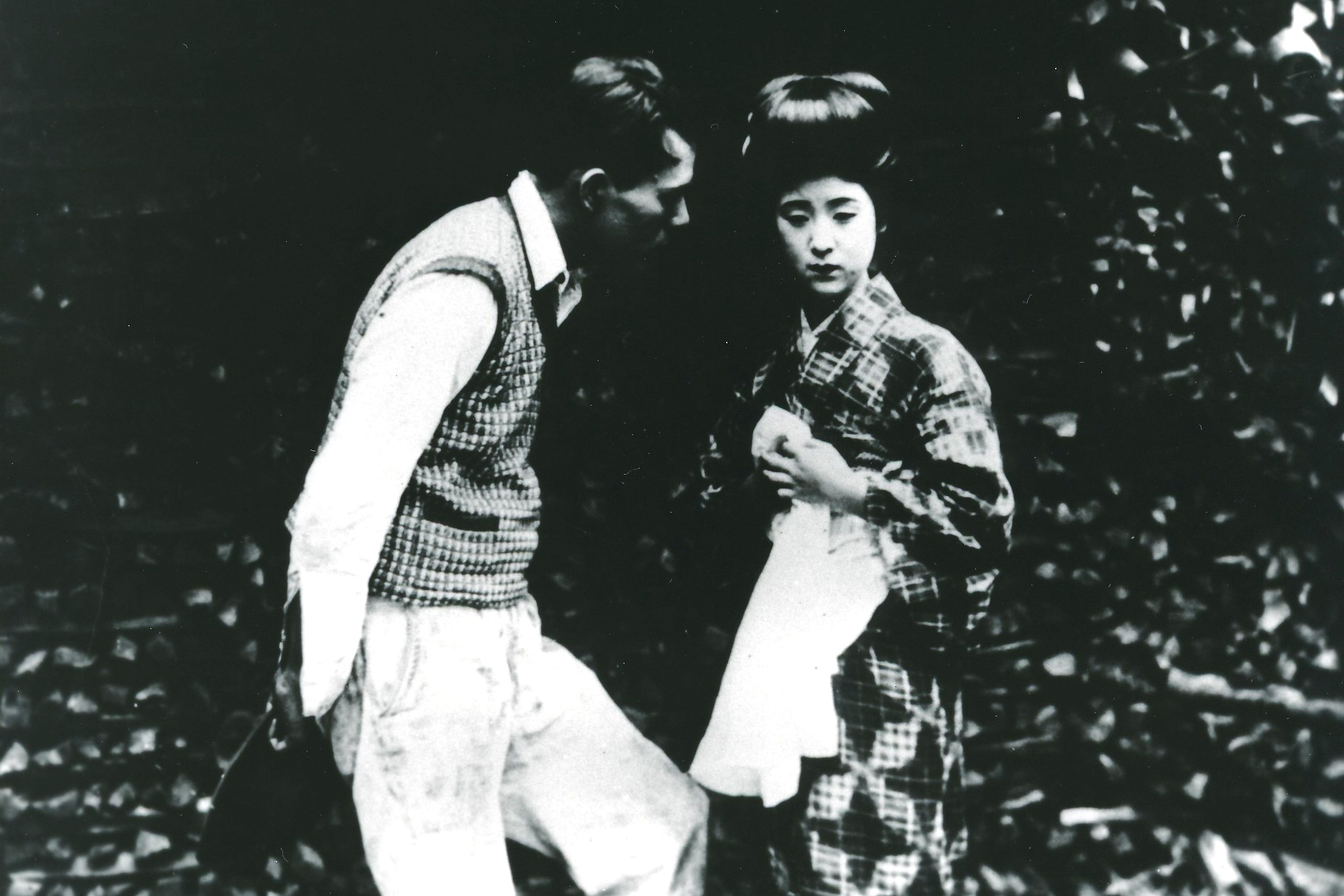
Denmei Suzuki et Kinuyo Tanaka dans Lui et la campagne (1928).

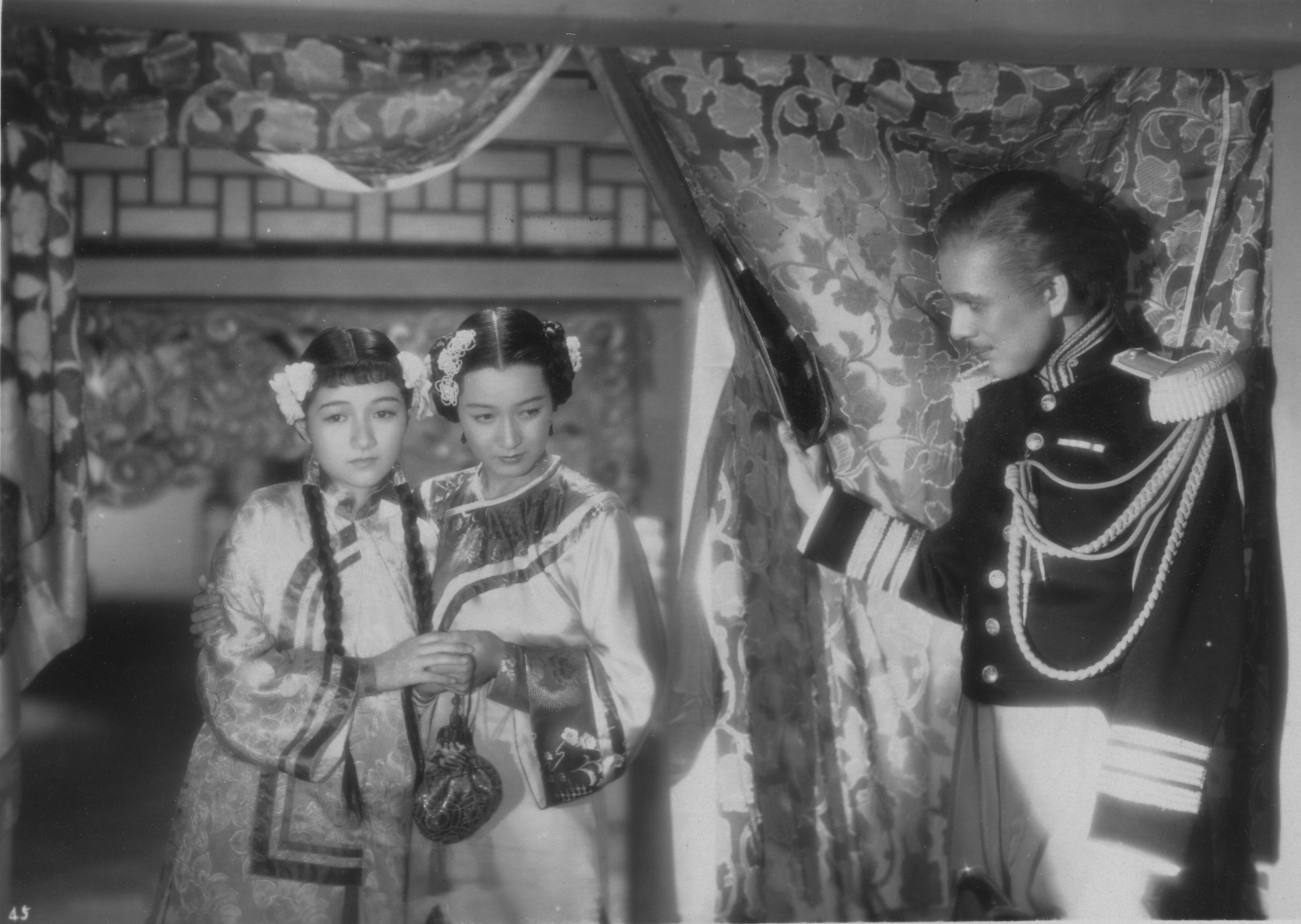
Hideko Takamine, Setsuko Hara et Denmei Suzuki dans La Guerre de l'opium (1943).

### Comme acteur
- 1921 : Âmes sur la route (路上の霊魂, Rojō no reikon?) de Minoru Murata : Koichirō
- 1924 : Le Monde ici-bas - Rien que poussière (塵境, Jin kyō?) de Kenji Mizoguchi
- 1924 : Le Démon de l'or (金色夜叉, Konjiki yasha?) de Minoru Murata
- 1924 : Le Chant de la jeunesse (青春の歌, Seishun no uta?) de Minoru Murata
- 1924 : La Reine du cirque (曲馬団の女王, Kyokubadan no joō?) de Kenji Mizoguchi
- 1925 : Koi no senshu (恋の選手?) de Kiyohiko Ushihara
- 1925 : Koi no eikan (恋の栄冠?) de Kiyohiko Ushihara
- 1925 : Un méchant descend sur terre (妖星地に堕つれば, Yōsei chi ni otsureba?) de Yasujirō Shimazu
- 1926 : Kyoko et Shizuko (京子と倭文子, Kyōko to Shizuko?) de Hiroshi Shimizu
- 1926 : Ama: Nangoku-hen (海人 南国篇?) de Denmei Suzuki
- 1926 : Ama: Tokai-hen (海人 都会篇?) de Denmei Suzuki
- 1926 : Cinq intrigantes (妖婦五人女, Yōfu gonin onna?) de Yasujirō Shimazu
- 1926 : Junan bana (受難華?) de Kiyohiko Ushihara
- 1927 : Shōwa jidai (昭和時代?) de Kiyohiko Ushihara
- 1927 : Shinju fujin (真珠夫人?) de Yoshinobu Ikeda
- 1928 : Kangeki jidai (感激時代?) de Kiyohiko Ushihara
- 1928 : Lui et Tokyo (彼と東京, Kare to Tōkyō?) de Kiyohiko Ushihara
- 1928 : Lui et la campagne (彼と田園, Kare to den'en?) de Kiyohiko Ushihara
- 1928 : Le Roi de la Terre (陸の王者, Riku no ōja?) de Kiyohiko Ushihara
- 1929 : Lui et la vie (彼と人生, Kare to jinsei?) de Kiyohiko Ushihara
- 1929 : Daitokai: Rōdō-hen (大都会 労働篇?) de Kiyohiko Ushihara
- 1930 : L'armée avance (進軍, Shingun?) de Kiyohiko Ushihara : Kōichi Shinohara
- 1930 : Daitokai: Bakuhatsu-hen (大都会 爆発篇?) de Kiyohiko Ushihara
- 1930 : Wakamono yo naze naku ka (若者よなぜ泣くか?) de Kiyohiko Ushihara
- 1931 : Eikan namida ari (栄冠涙あり?) de Shigeyoshi Suzuki
- 1932 : Kuma no deru kaikonchi (熊の出る開墾地?) de Shigeyoshi Suzuki
- 1932 : Nippon (Nippon: Liebe und Leidenschaft in Japan) de Carl Koch
- 1932 : Konjiki yasha (金色夜叉?) de Shigeyoshi Suzuki et Saburō Aoyama
- 1933 : Ginrei Fuji ni yomigaeru (銀嶺富士に甦る?) de Shigeyoshi Suzuki
- 1933 : Daigaku no uta (大学の歌?) de Kiyohiko Ushihara
- 1933 : Tōkyō-sai (東京祭?) de Kiyohiko Ushihara
- 1934 : Pays natal à découvert (ふるさと晴れて, Furusato harete?) de Kajirō Yamamoto
- 1934 : Misomerareta seinen (見染められた青年?) de Shigeyoshi Suzuki
- 1934 : Les 47 rōnin I et II (忠臣蔵 刃傷篇 復讐篇, Chūshingura: Ninjō-hen Fukushū-hen?) de Daisuke Itō
- 1934 : Essai de vie séparée d'un jeune couple (若夫婦試験別居, Wakafūfu shiken bekkyo?) de Yutaka Abe
- 1934 : Le Col de l'amour et de la haine (愛憎峠, Aizō tōge?) de Kenji Mizoguchi : l'inspecteur de police Ogata
- 1934 : Les Constructeurs (建設の人々, Kensetsu no hitobito?) de Daisuke Itō
- 1935 : Uramachi no kanpai (裏町の乾杯?) de Shigeyoshi Suzuki
- 1935 : Eikyū no ai: Zenpen (永久の愛 前篇?) de Yoshinobu Ikeda
- 1935 : Eikyū no ai: Kōhen (永久の愛 後篇?) de Yoshinobu Ikeda
- 1936 : Hodō no sasayaki (舗道の囁き?) de Denmei Suzuki
- 1941 : Sugata naki fukushū (姿なき復讐?) de Sadatsugu Matsuda
- 1943 : La Guerre de l'opium (阿片戦争, Ahen sensō?) de Masahiro Makino : George Elliot
- 1946 : Omoide no Tōkyō (思ひ出の東京?) de Denmei Suzuki

### Comme réalisateur
- 1926 : Ama: Nangoku-hen (海人 南国篇?)
- 1926 : Ama: Tokai-hen (海人 都会篇?)
- 1936 : Hodō no sasayaki (舗道の囁き?)
- 1946 : Omoide no Tōkyō (思ひ出の東京?)